# Преображенский рынок
Преображе́нский ры́нок — продуктовый рынок в Москве, в районе Преображенское на улице Преображенский Вал, 17.

## История
Преображенский рынок был основан в 1932 году на месте снесённых келий старообрядческого Преображенского монастыря. Благодаря приемлемым ценам и высокому качеству продукции всегда привлекали сюда не только жителей близлежащих районов, но и людей со всего города. В годы Великой Отечественной войны возможность обменять личные вещи на продукты на Преображенском рынке спасла от голода многих москвичей.
На протяжении советского времени рынок мало менялся, представляя собой множество уличных торговых рядов и крытых павильонов с сезонными овощами и фруктами. С 1990-х годов он продолжил работу как государственное унитарное предприятие. Тем не менее, здесь, как и на многих торговых площадях Москвы, существовала проблема с организованной преступностью. В феврале 1997 года был убит директор рынка Анатолий Кузмин, возглавлявший его с 1988 года, убийство связывали с профессиональной деятельностью.
Также после распада СССР восстановила свою работу Преображенская старообрядческая община: фактически рынок продолжал действовать в непосредственной близости к монастырю и Преображенскому кладбищу.

## Современное состояние
На протяжении 2000-х годов неоднократно поднимался вопрос о закрытии Преображенского рынка либо его переносе с монастырской территории. Кроме того, на уличных рядах была организована стихийная барахолка, существовала проблема с нелегальной торговлей. В 2007 году высказывалась идея о переезде рынка на место близлежащего автобусного парка № 4 с последующей организацией музея старообрядческой культуры, но работы так и не были начаты.
В ноябре 2009 года на Преображенском рынке произошло нападение на журналистов телеканала «Россия». Корреспондент Александр Карпов снимал репортаж о незаконной торговле наркотиками и обратился за комментариями к руководству рынка, после чего между съёмочной группой и охранниками возникла драка.
В 2011 году земля под Преображенским рынком была исключена из монастырской собственности приказом Росохранкультуры, что сделало её доступной для возможной застройки.
29 марта 2012-го рынок горел. Возгорание началось в одном из складских помещений, из одного из павильонов были эвакуированы люди, торговые ряды пострадать не успели. Год спустя власти Москвы снова заговорили о возможном закрытии либо переносе торговых рядов в соответствии с федеральным законом «О розничных рынках», запрещающим торговлю под открытым небом с 1 января 2015 года. Вопрос о конечном месторасположении рынка оставался открытым.
Ночью 19 апреля 2016-го на рынке произошёл ещё один пожар. Огонь охватил один из рыбных магазинов, площадь возгорания составила 80 м², пострадавших не было. Летом того же года стали снова распространяться слухи о возможном закрытии Преображенского рынка из-за роста несанкционированной торговли, ухудшения санитарного состояния территории и криминогенной обстановки. Местные жители выступали против радикальных мер, составив петицию в Государственную думу и обратившись за помощью к депутату от партии «Единая Россия» Антону Жаркову. По просьбам горожан рынок был сохранён, утверждены планы по дальнейшему благоустройству территории.
В 2017 году в СМИ распространилась информация о том, что земля под рынком числится в официальных документах как участок для многоквартирной застройки. По этому поводу активисты градозащитного движения «Преображенцы» подали запросы в прокуратуру, департамент городского имущества и Росреестр. Их поддержал председатель партии «Яблоко» Сергей Митрохин, отметивший, что изменения в реестре были внесены незаконно, без предварительных слушаний. Под давлением общественности в октябре 2017-го Преображенскому рынку официально вернули его назначение.
17 февраля 2019 года на рынке произошёл очередной пожар. Площадь возгорания составила 50 м². Сгорели две палатки, не принадлежащие рынку.
По состоянию на 2022 год Преображенский рынок продолжает свою работу. На нём продаются продукты питания (свежие мясо и рыба, сезонные овощи, фрукты, ягоды, грибы), бытовая химия, посуда, цветы, по выходным дням работает барахолка. В отличие от Дорогомиловского, Усачёвского или Даниловского рынков, он не переоборудован под многофункциональное городское пространство с фудкортами и публичными мероприятиями, популярность среди горожан поддерживается за счёт низких цен.
29 ноября 2023 года на рынке вновь произошёл пожар в одном из торговых павильонов, площадь возгорания — 150 м².

## Галерея

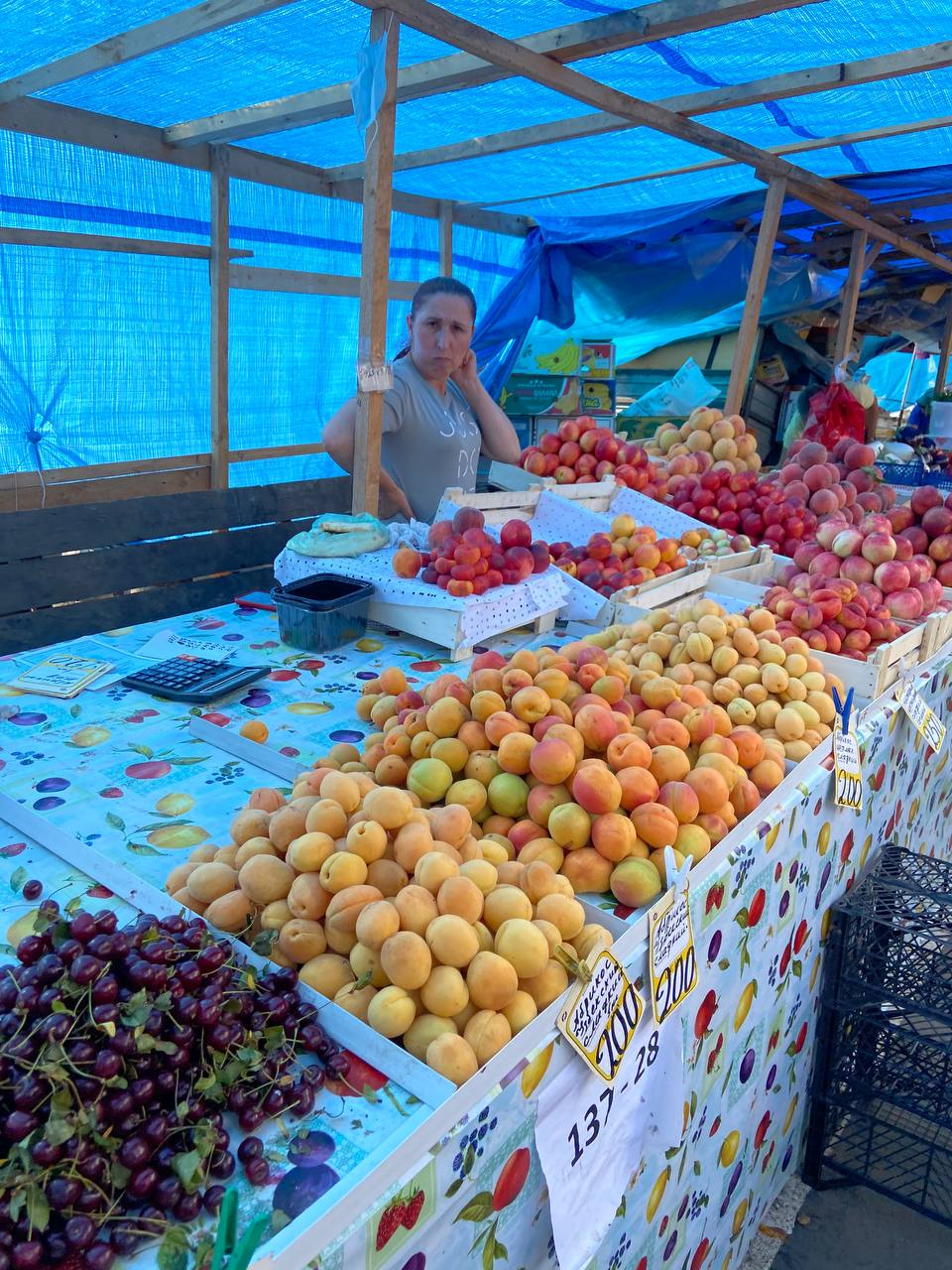
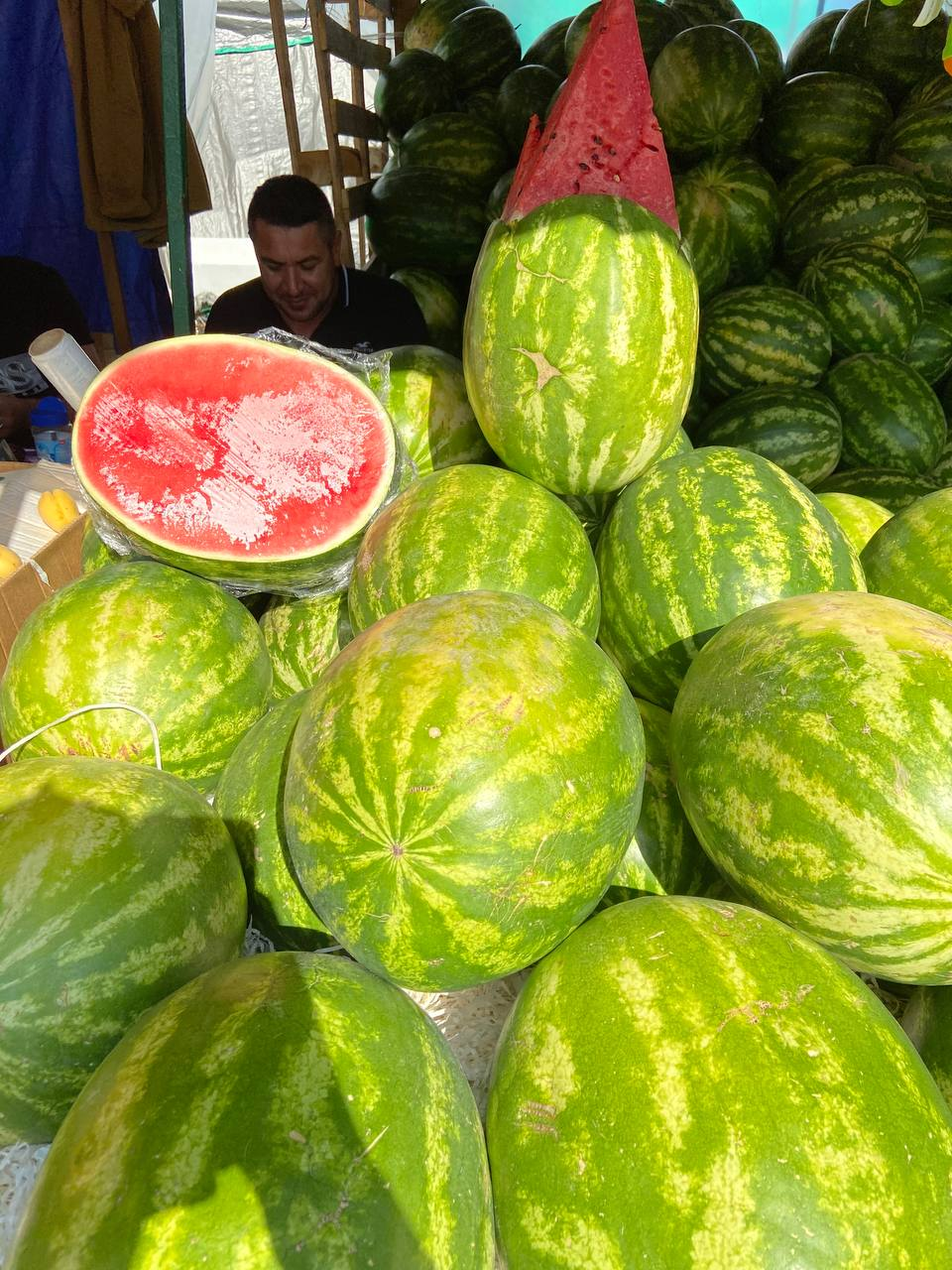
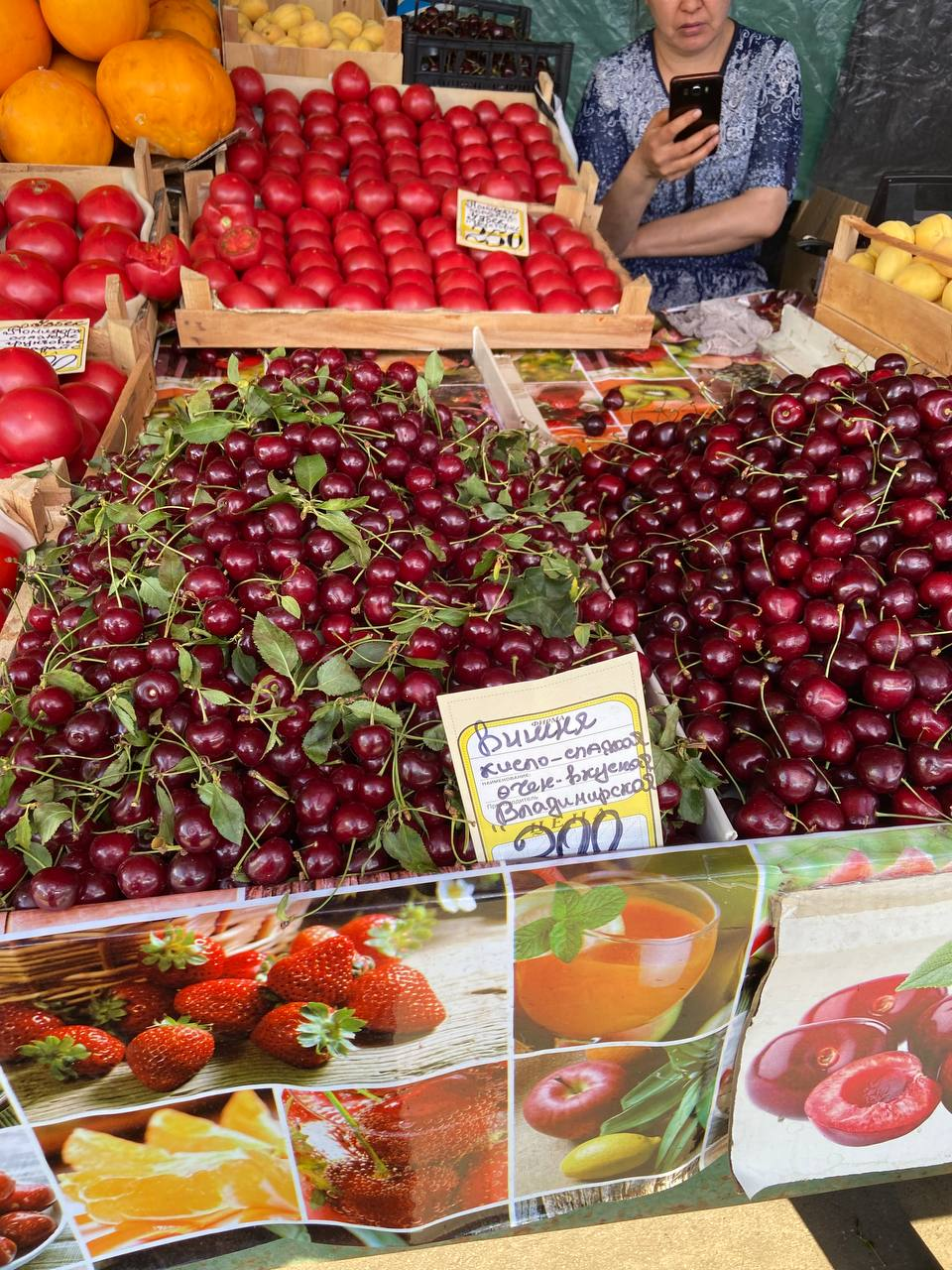
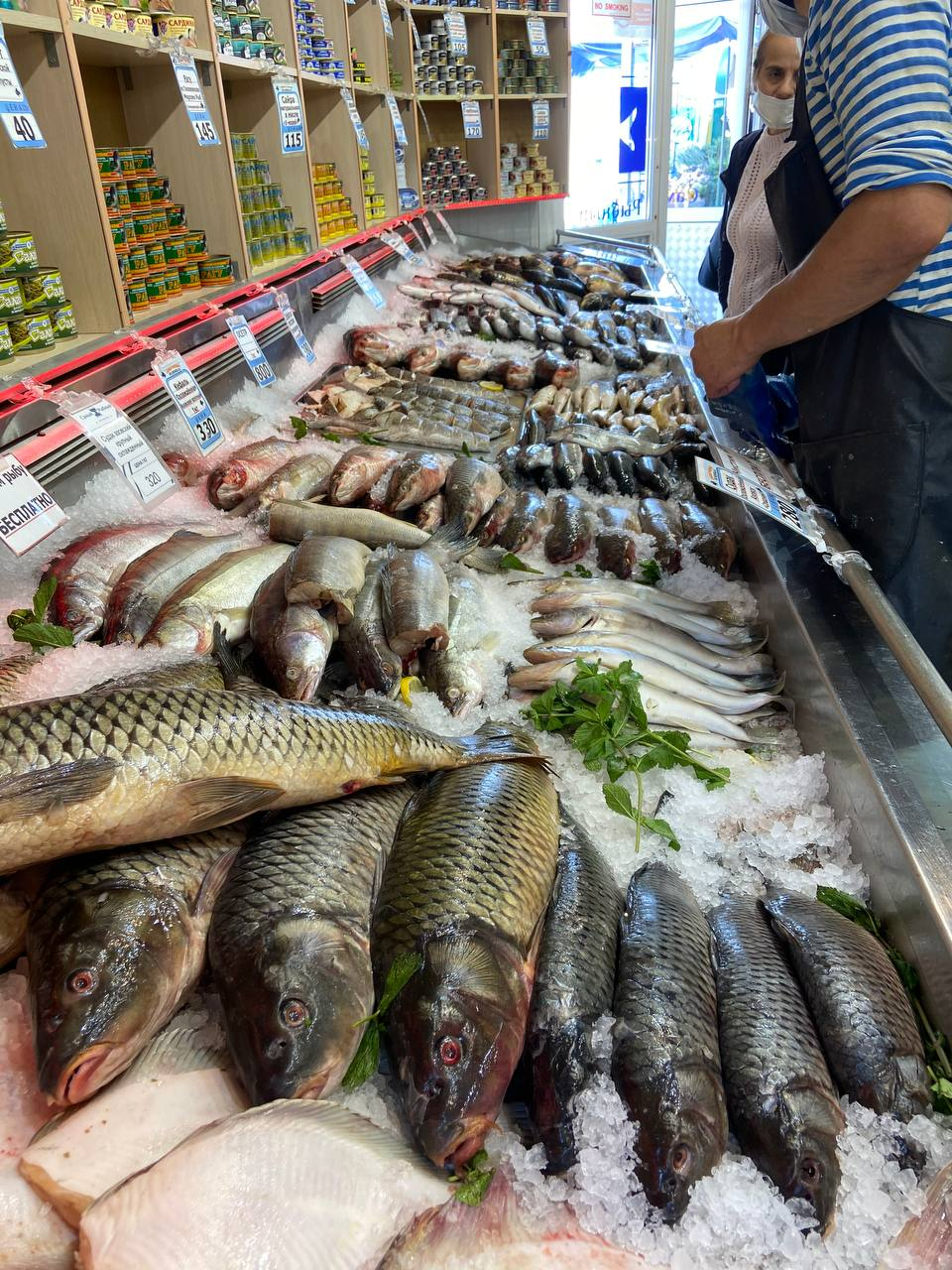
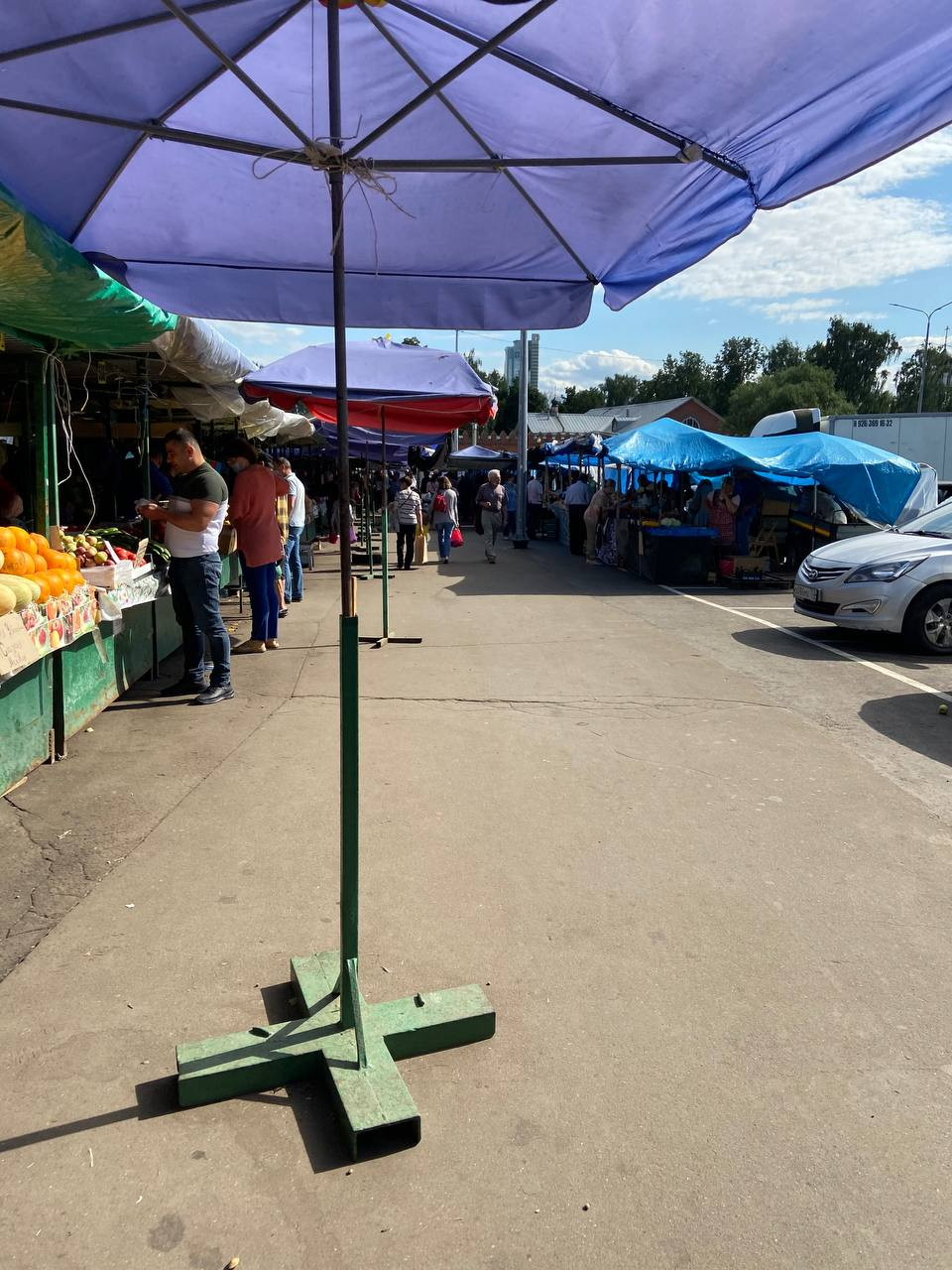